# Брик Олександр Семенович
Брик Олекса́ндр Семенович (англ. Alexander Bryk, Oleksander S. Bryk) (7 липня 1895, Колодіївка, нині Тернопільського району, Тернопільської області — 5 вересня 1984, Торонто Канада) — підприємець, український громадський діяч у Канаді, мемуарист, автор монографій та публікацій в періодичних виданнях історичних досдіджень новітньої історії України.

## Життєпис
Народився 7 липня 1895 в с. Колодіївка, Скалатського повіту, коронного краю Королівства Галичини і Лодомерії у складі Австро-Угорщини, в селянській родині подружжя Семена й Анастасії Брик.

Навчався в Тернопільській гімназії.
У 1927 році емігрував до Канади, поселився і постійно проживав у Вінніпезі. Навчався в Чикаго в торговельній школі. Член відділу  Конґресу Українців Канади, дирекції товариства «Тризуб», та інших українських громадських організацій у Вінніпезі.
Помер 5 вересня 1984 в Торонто похований у Вінніпезі.

## Твори
- Брик, О. С. Мої життєві студії. — Вінніпег, 1956. — 528 с.
- Олександер Брик. Повернені імена. — Вінніпег, 1969. — 24 с.
- Олександер Брик. Велике людовбивство. — Вінніпег, 1959. — 160 с.
- Брик О. Українсько-єврейські взаємовідносини — Вінніпег, 1961. — 383 с.[3]
- Брик О. Тернистий шлях Українського Уряду (1918—1921) — Вінніпег, 1969. — 150 с.[4]
- Брик О. П'ять перед дванадцятою — Вінніпег, 1974. — … с.